# 石生早熟禾
石生早熟禾（学名：Poa lithophila），为禾本科早熟禾属下的一个植物种。